# YUZUSOFT
YUZUSOFT（日语：ゆずソフト）是日本ユノス公司的成人遊戲品牌，通称柚子社，前身是同人社團TEAM-EXODUS。2021年成立全年龄遊戲品牌YUZUSOFTSOUR（ゆずソフトSOUR），通称酸柚子，以及聲音品牌YSMR。

## 歷史
| 2006 | Braban! -The bonds of melody-  |
| 2007 | E×E                            |
| 2008 | 夏空彼方                       |
| 2009 | 天神亂漫 -LUCKY or UNLUCKY!?-  |
| 2010 | NOBLE☆WORKS                    |
| 2011 |                                |
| 2012 | DRACU-RIOT!                    |
| 2013 | 天色IsleNauts                  |
| 2014 |                                |
| 2015 | 魔女的夜宴                     |
| 2016 | 千戀＊萬花                     |
| 2017 |                                |
| 2018 | RIDDLE JOKER                   |
| 2019 | 星光咖啡館與死神之蝶           |
| 2020 |                                |
| 2021 |                                |
| 2022 |                                |
| 2023 | 天使☆囂囂 RE-BOOT!             |
| 2024 |                                |
| 2025 | ライムライト・レモネードジャム |

6名創業人Famishin、小舞一（こぶいち）、梦璃凛（むりりん）、天宮RITSU、煎路、，原本是Visual Art's旗下Studio Mebius的職員，曾參與《SNOW》的製作。但後來因不明原因而辭職，並成立同人社團「TEAM-EXODUS」，於2005年12月30日在C69發售同人遊戲。之後「TEAM-EXODUS」作為母體，以Famishin為代表人法人化，創立YUZU SOFT，並於2006年7月28日發售處女作《Braban! -The bonds of melody-》。

## 作品

### YUZUSOFT
- Braban! -The bonds of melody-（2006年7月28日發售）
- E×E（2007年6月1日發售）
- 夏空彼方（2008年5月23日發售）
- 天神亂漫 -LUCKY or UNLUCKY!?-（2009年5月29日發售）
- NOBLE☆WORKS（2010年12月24日發售）
- DRACU-RIOT!（2012年3月30日發售）
- 天色IsleNauts（2013年7月26日發售）
- 魔女的夜宴（2015年2月27日發售）
- 千戀＊萬花（2016年7月29日發售）
- RIDDLE JOKER（2018年3月30日發售）
- 星光咖啡館與死神之蝶（2019年12月20日發售）
- 天使☆囂囂 RE-BOOT!（2023年4月28日發售）
- LimeLight Lemonade Jam（2025年9月26日發售）

### YUZUSOFTSOUR
- PARQUET（2021年7月31日发售）
- 天神亂漫 Happy Go Lucky!!（2021年12月24日發售）

## 工作人員
代表、音樂
- Famishin

原畫
- 小舞一（こぶいち）
- 梦璃凛（むりりん）
- 羽純RIO（2022年入社）
- HOKAN（2021年入社）

劇本
- 天宮RITSU

畫像
- 煎路（2015年12月31日辭職）
- （2006年11月入社）

網站設計、影片設計等雜務

## 外部連結
- YUZUSOFT官方網站 （页面存档备份，存于）（日語）
- YUZUSOFTSOUR官方網站 （页面存档备份，存于）（日語）
- YUZUSOFT的X（前Twitter）（日語）
- YUZUSOFTSOUR的X（前Twitter）（日語）
- YUZUSOFT的Facebook專頁（繁體中文）
- YUZUSOFT的哔哩哔哩个人空间（简体中文）
- YouTube上的（日語）
- TEAM-EXODUS官方網站（日語）